# Augusta de Schleswig-Holstein-Sonderburg-Glücksburg
Augusta de Schleswig-Holstein-Sonderburg-Glücksburg (Glücksburg, 27 de junio de 1633-Augustenburg, 26 de mayo de 1701) fue una princesa danesa-alemana de la línea principal de Glücksburg del ducado de Schleswig-Holstein-Sonderburg-Glücksburg. Ella fue la primera duquesa de Augustenburg por matrimonio. El palacio de Augustenburg, y como consecuencia el pueblo cercano, fueron nombrados en honor a ella.
Bisnieta del rey Cristián III de Dinamarca, fue la tercera hija, octava por nacimiento, del duque Felipe de Schleswig-Holstein-Sonderburg-Glücksburg y de la princesa Sofía Eduviges de Sajonia-Lauenburgo. Ella era hermana de Sofía Dorotea de Schleswig-Holstein-Sonderburg-Glücksburg.

## Matrimonio y descendencia
El 15 de junio de 1651 contrajo matrimonio con su primo, Ernesto Gunter de Schleswig-Holstein-Sonderburg-Augustenburg. La pareja tuvo los siguientes hijos:
- Federico (1652-1692), duque de Schleswig-Holstein-Sonderburg-Augustenburg.
- Sofía Amalia (1654-1655).
- Felipe Ernesto (1655-1677).
- Sofía Augusta (1657), vivió cuatro meses.
- Luisa Carlota (1658-1740), casada en 1685 con el duque Federico Luis de Schleswig-Holstein-Sonderburg-Beck (1653-1728).
- Ernestina Justina (1659-1662).
- Ernesto Augusto (1660-1731), sucesor de su hermano, Federico.
- Dorotea Luisa (1663-1721), abadesa de Itzehoe de 1686 a 1721.
- Un bebé nacido muerto (1665).
- Federico Guillermo (1668-1714).